# Sesión continua
Sesión continua es una película española dirigida por José Luis Garci y coescrita por éste y Horacio Valcárcel. La crítica valoró la película como uno de los mejores trabajos de Garci gracias a su mirada al cine clásico; sin embargo en taquilla no fue bien, dejando unas pérdidas por valor de 25 millones de pesetas. La película fue nominada al premio Óscar a la mejor película de habla no inglesa en 1985, pero perdió frente a la francesa La diagonal del loco.

## Argumento
Tras separarse de su mujer, José Manuel Varela prepara su película Me deprimo despacio, que ha escrito junto a su amigo Federico Alcántara, al que acaba de abandonar su esposa.

## Reparto
- Adolfo Marsillach interpreta a José Manuel Varela, un hombre solitario que quiere tener una vida estable y poder casarse, pero no lo consigue y tiene que remediarlo hablando con su difunto padre.
- Jesús Puente interpreta a Federico Alcántara, un hombre que ha dedicado toda su vida al cine, al teatro y a la literatura y que es abandonado por su esposa, que se marcha a vivir a un monasterio.

### Resto del reparto
| Actor/Actriz     | Personaje                                            |
| ---------------- | ---------------------------------------------------- |
| María Casanova   | Graciela dos Santos Varela 'La Mala'                 |
| José Bódalo      | Dionisio Balboa                                      |
| Encarna Paso     | Pili                                                 |
| Víctor Valverde  | Actor que representa a 'El ministro'                 |
| Patricia Calot   | Actriz que representa a 'La estudiante de filosofía' |
| Pablo Hoyos      |                                                      |
| Emma Suárez      | Sonia                                                |
| Rafael Hernández | Empleado de producciones Balboa Films                |
| Yolanda Ríos     | Amelia                                               |
| Juan Calot       |                                                      |
| Diana Salcedo    |                                                      |
| Primitivo Rojas  | Locutor                                              |
| Maite Marchante  |                                                      |
| Jesús Hermida    | Jesús Hermida                                        |

## Producción
Para el partido de fútbol que van a ver los personajes interpretados por Puente, Bódalo y Marsillach en el Estadio Vicente Calderón, Garci utilizó el partido del 26 de febrero de 1984 entre el Atlético de Madrid y el Sporting de Gijón que acabó con el resultado de 1-1, con goles de Rubio por parte de los locales y de Mesa por los visitantes.
En un principio, los papeles principales iban a recaer en Alfredo Landa y José Sacristán; sin embargo, las discrepancias entre ambos actores sobre quién debería aparecer antes en los títulos de crédito hicieron que ambos abandonaran el proyecto, siendo elegidos en su lugar Jesús Puente y Adolfo Marsillach.